# Charles Dawes
 (janvier 2023).
Pour les articles homonymes, voir Dawes.
Charles Gates Dawes, né le 27 août 1865 à Marietta (Ohio) et mort le 23 avril 1951 à Evanston (Illinois), est un homme politique américain. Membre du Parti républicain, il est vice-président des États-Unis entre 1925 et 1929 dans l'administration du président Calvin Coolidge puis ambassadeur des États-Unis au Royaume-Uni entre 1929 et 1931. Il obtient le prix Nobel de la paix en 1925.

## Biographie
Diplômé en droit à l'université de Cincinnati, il est admis au barreau et s'installe à Lincoln (Nebraska) en 1887. Il exerce par la suite diverses fonctions officielles dans la banque ou au département du Trésor.

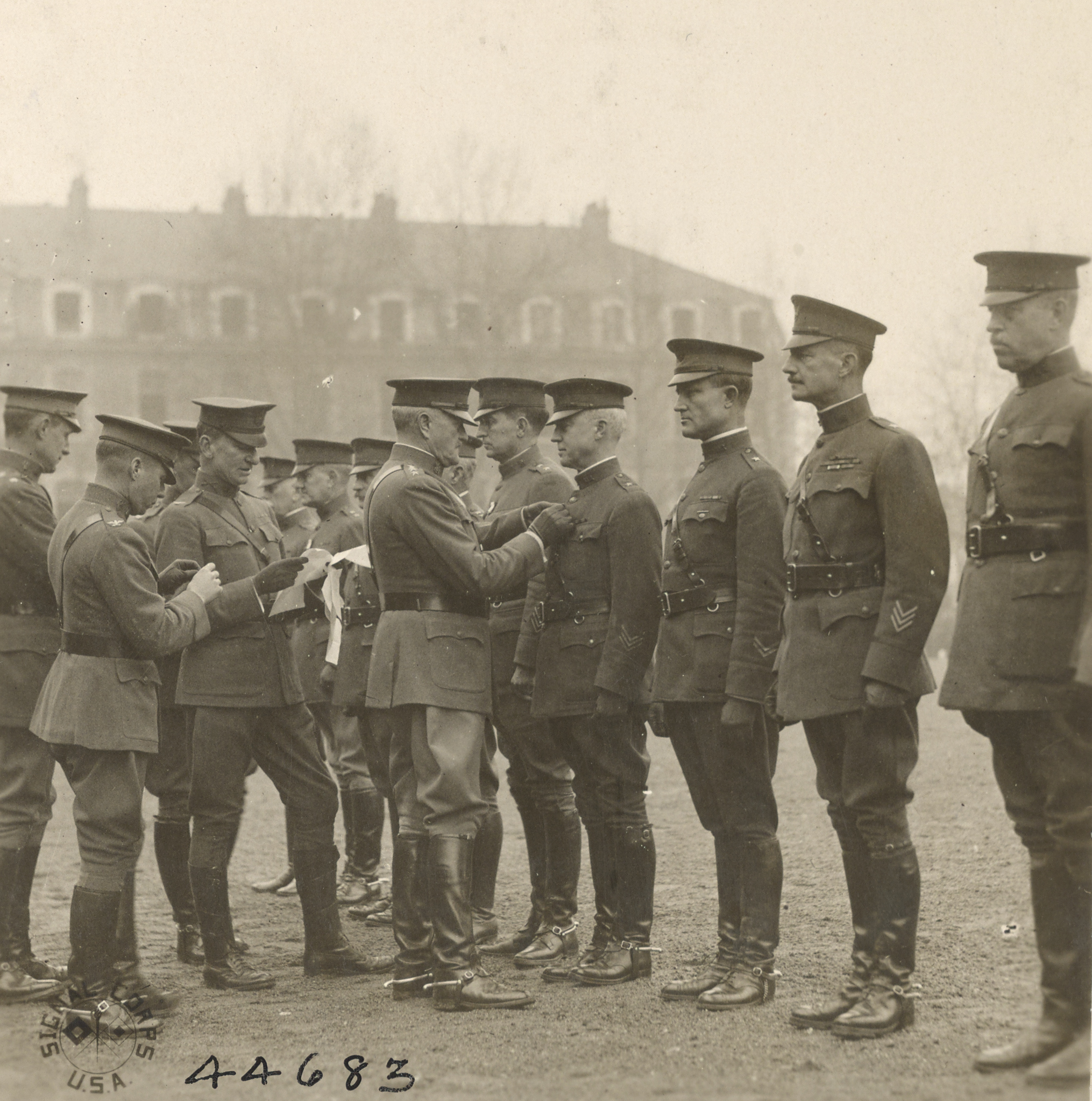
Décoré avec ses collègues devant la caserne Damrémont, de Chaumont par le général Pershing.

En 1902, il tente de se faire élire sénateur mais échoue.
Durant la Première Guerre mondiale, il sert son pays au grade de général de brigade. Il agit notamment comme acheteur pour le corps expéditionnaire du général John Pershing en France.
En 1921, il est nommé directeur du nouveau bureau du budget, puis, en 1923, il préside la Commission des réparations alliée et participe activement à la restauration et à la stabilisation de l'économie allemande (plan Dawes). Ce plan veut contribuer à la réorganisation des finances allemandes, avec l'aide de prêts américains, dans le but d'éviter l'effondrement immédiat de l'économie européenne. Les efforts de Dawes lui valent le prix Nobel de la paix en 1925.
Le 5 novembre 1924, Charles Dawes est élu vice-président des États-Unis au côté du président Calvin Coolidge. Il entre en fonction le 4 mars 1925.
À la fin de son mandat le 3 mars 1929, il devient ambassadeur des États-Unis au Royaume-Uni, poste qu'il quitte en 1932.
Il retourne ensuite dans le monde de la finance et des banques jusqu'à sa mort le 23 avril 1951 à Evanston (Illinois). Il est enterré au cimetière de Rosehill à Chicago (Illinois).
Pianiste et compositeur à ses heures perdues, Charles Dawes a composé en 1912 la Mélodie en A Majeur, adaptée plus tard sous le titre It's All In The Game et enregistrée par des artistes tels que  Tommy Edwards (en), Van Morrison, Cliff Richard ou Elton John.